# Friuli Aquileia Bianco
Il Friuli Aquileia Bianco è un vino DOC la cui produzione è consentita nella provincia di Udine.

## Caratteristiche organolettiche
- colore: giallo paglierino, più o meno intenso
- odore: gradevole, file
- sapore: armonico, vellutato

## Produzione
Provincia, stagione, volume in ettolitri
- nessun dato disponibile